# Ераево
Ераево — опустевшая деревня в Ржевском районе Тверской области, входит в состав сельского поселения «Итомля».

## География
Деревня находится в 35 км на запад от центра сельского поселения деревни Итомля и в 68 км на северо-запад от города Ржева. 

## История
В 1751 году на погосте Ераево была построена деревянная Никольская церковь с 2 престолами.
В конце XIX — начале XX века погост Ераево входил в состав Никоновской волости Ржевского уезда Тверской губернии.
С 1929 года деревня входила в состав Овчинниковского сельсовета Молодотудского района Ржевского округа Московской области, с 1935 года — в составе Калининской области, с 1958 года — в составе Ржевского района, с 1994 года — в составе Трубинского сельского округа, с 2005 года — в составе сельского поселения «Шолохово», с 2013 года — в составе сельского поселения «Итомля».

## Население
| 1859 | 2002 | 2010 |
| ---- | ---- | ---- |
| 27   | ↘1   | ↘0   |